# 岡島成行
岡島 成行（おかじま しげゆき、1944年1月18日 - ）は、日本の科学ジャーナリスト。日本環境教育フォーラム専務理事、NPO法人自然体験活動推進協議会代表理事。学校法人青森山田学園理事長。

## 略歴
神奈川県横浜市生まれ。浅野高校卒業後、上智大学文学部ドイツ文学科卒業。1969年、読売新聞社入社後、前橋支局、東京本社社会部、江東支局を経て、1980年から環境問題専門記者となる。1983年～1984年、米国ワシントン大学客員研究員。1988年、チョモランマ登山取材団長として参加。同年、国連環境計画「グローバル500賞」受賞。1992年、地球サミット（ブラジル）に同社取材団長として参加。1999年、読売新聞社退社後、大妻女子大学教授（環境メディア論）。2014年、大妻女子大学を退職し、青森山田学園理事長に就任。

## 著書
- 『上毛野国 忘れられた古代史』煥乎堂 1973
- 『みんなが頂上にいた』創作集団ぐるーぷ・ぱあめぱあめ書房(ぱあめ文庫) 地球星シリーズ　1983
- 『アメリカの環境保護運動』1990 岩波新書
- 『わたしたちと地球 未来と自然』岩崎書店(学習に役立つ日本の環境) 1995
- 『林野庁解体論 そのシナリオと森林再生への道』洋泉社 1997
- 『自然学校をつくろう あなたも自然体験活動のリーダーになれる』山と溪谷社 2001

### 編著
- 『クジラ論争!』編 岩波書店(岩波ブックレット) 1993
- 『社会と環境教育』責任編集 東海大学出版会 (環境教育シリーズ) 1993
- 『自然との共生をめざして』編著 ぎょうせい (自治体・地域の環境戦略) 1994
- 『海の上の森づくり』編著 ぎょうせい 2004

### 翻訳
- 子どものアジェンダ21特別委員会 編・文・イラスト『地球救出作戦 わたしたちと地球の21世紀へ向けて』小学館 1994
- ジョン・ミューア『はじめてのシエラの夏』宝島社 1993

## 論文
- <岡島成行